# 1958년 FIFA 월드컵 예선 대륙간 플레이오프
1958년 FIFA 월드컵 예선 대륙간 플레이오프는 각 대륙 예선전에서 대륙간 플레이오프에 진출한 2개의 국가 중 월드컵 본선에 진출할 1개 국가 대표팀을 가리는 대회이다. 아시아·아프리카 지역 최종 예선 승자, 유럽 지역 예선에서 각 조 2위를 차지한 팀들 가운데 무작위 추첨을 통해 결정된 1개 팀이 참가하며 홈 앤 어웨이 방식으로 진행된다. 대륙간 플레이오프의 승자는 1958년 FIFA 월드컵 본선에 진출한다.

## 참가국
다음 2개의 국가대표팀이 참가한다.
- 이스라엘 (아시아·아프리카 최종 예선 승자)
- 웨일스 (유럽 예선에서 각 조 2위를 차지한 팀들 가운데 무작위 추첨을 통해 결정된 1개 팀)

아시아·아프리카 지역 예선에서는 이스라엘과 맞붙을 예정이던 팀들이 모두 기권하는 바람에 이스라엘이 예선 경기를 1경기도 치르지 않는 문제가 발생하였다. 종전의 규정대로라면 이스라엘이 자동으로 본선에 진출할 수 있는 상황이었지만 국제 축구 연맹(FIFA)은 이 대회 예선부터 개최국과 전 대회 우승국을 제외한 국가대표팀은 최소 1경기 이상 예선을 치르고 올라오도록 규정을 개정하였다.
FIFA는 대륙별로 배정되었던 티켓 수를 조정하여 유럽 11.5장, 아시아 및 아프리카 0.5장으로 다시 배정하여 아시아·아프리카 지역 예선 승자는 유럽 지역 예선에서 각 조 2위를 차지한 팀들 가운데 무작위 추첨을 통해 결정된 1개 팀과 대륙간 플레이오프를 치르도록 결정하였다. 추첨 결과 웨일스가 대륙간 플레이오프 참가 팀으로 결정되었다.

## 경기 결과
| 팀 1     | 합계  | 팀 2   | 1차전 | 2차전 |
| -------- | ----- | ------ | ----- | ----- |
| 이스라엘 | 0 - 4 | 웨일스 | 0 - 2 | 0 - 2 |

### AFC·CAF vs UEFA 대륙간 플레이오프
| 이스라엘 | 0 – 2 | 웨일스                |
| -------- | ----- | --------------------- |
|          |       | 올처치 38′ · 보언 63′ |

| 웨일스                | 2 – 0 | 이스라엘 |
| --------------------- | ----- | -------- |
| 올처치 76′ · 존스 80′ |       |          |

 웨일스가 합계 4 - 0으로 본선 진출.